# Église Saint-Pierre-et-Saint-Paul de Ploubalay
L'église Saint-Pierre-et-Saint-Paul est une église catholique située à Ploubalay, en France.

## Localisation
L'église est située au cœur de la commune de Ploubalay, dans le département français des Côtes-d'Armor. Elle s'inscrit dans le courant néo-gothique d'école. Son impact dans le paysage architectural du bourg est d'autant plus fort que son homogénéité et ses qualités architecturales contrastent avec l'environnement bâti immédiat, considérablement remanié au cours de la deuxième moitié du XXe siècle,.

## Historique

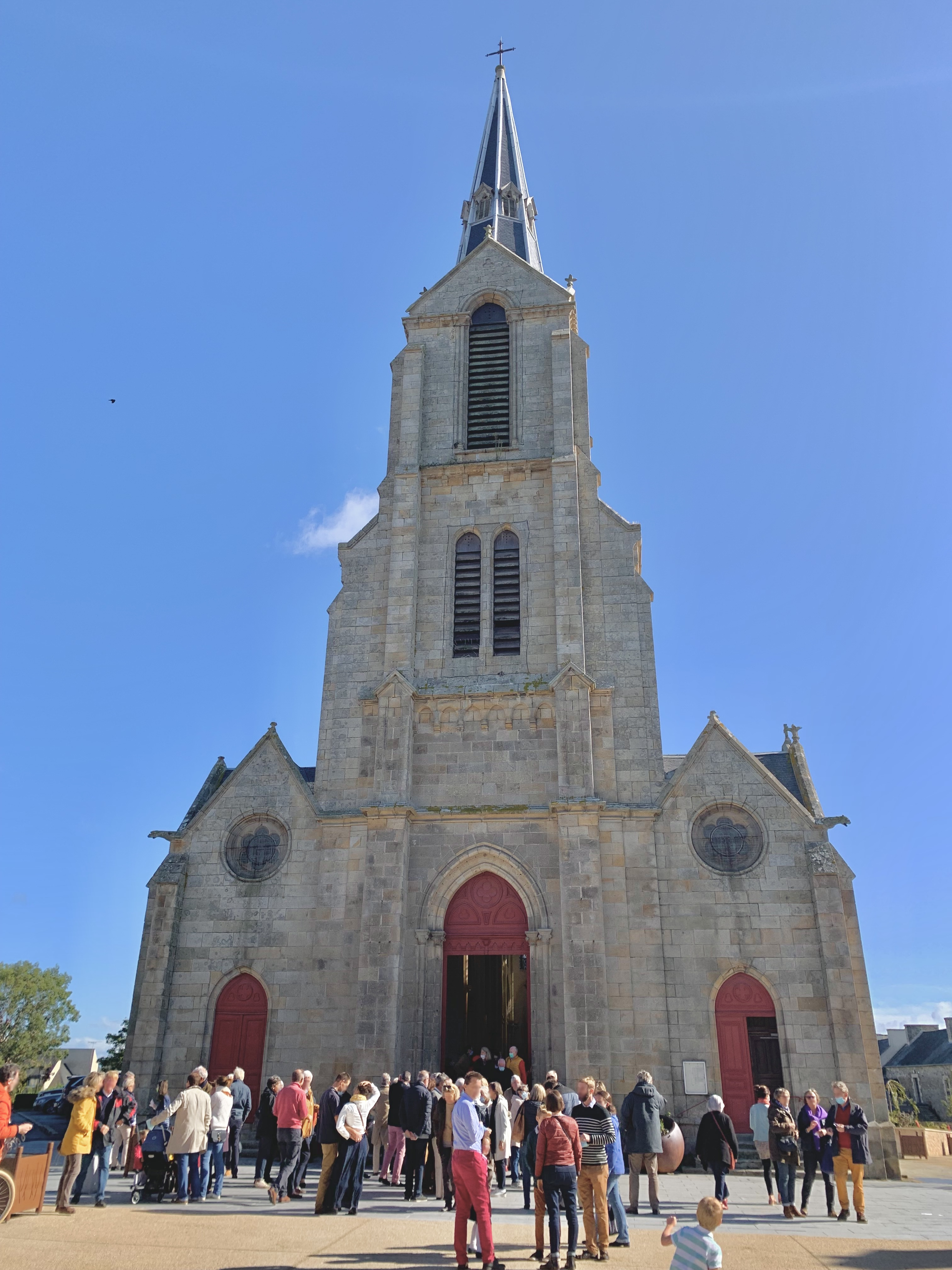
La façade ouest de l’église Saint-Pierre-et-Saint-Paul.

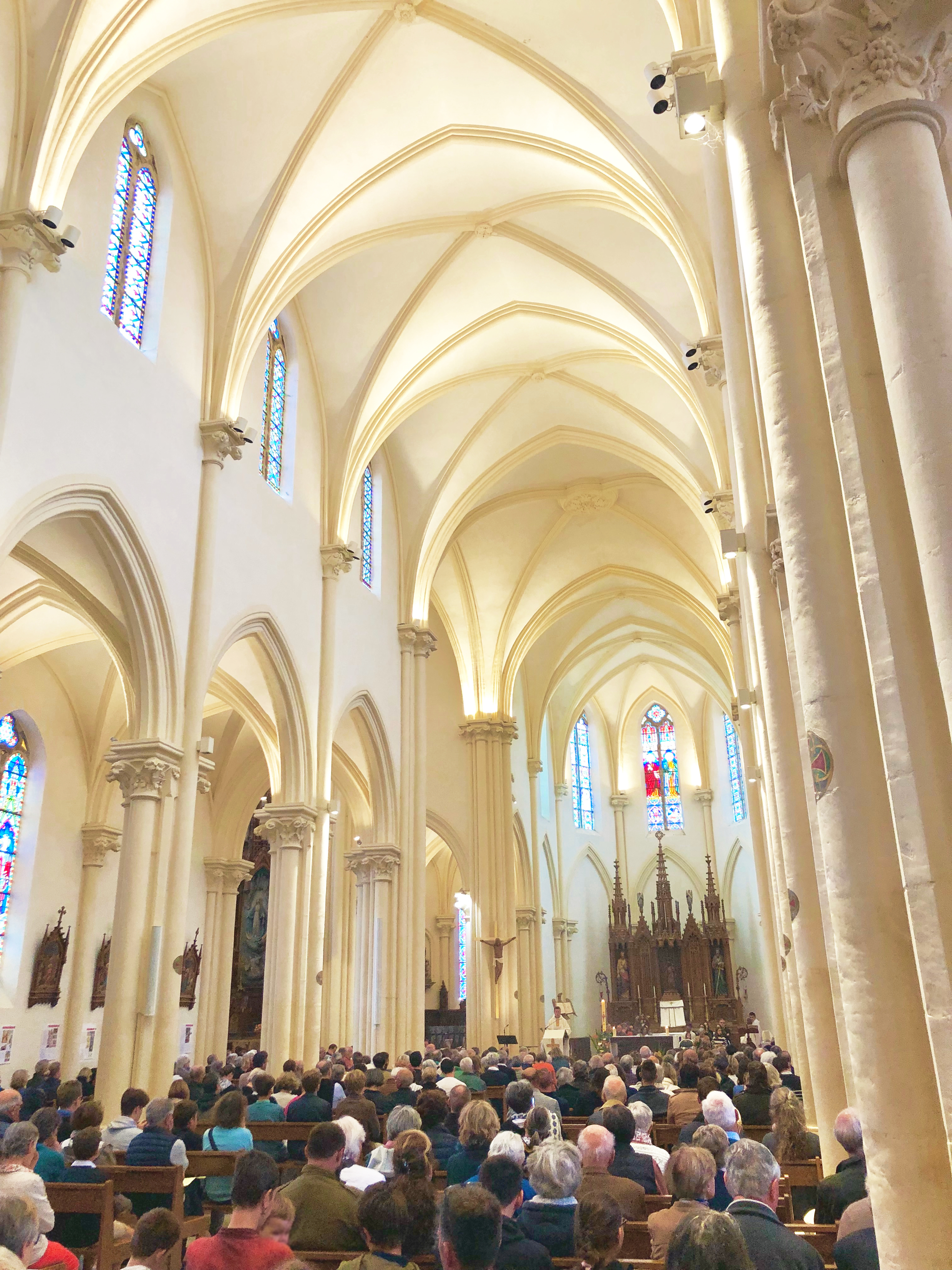
Messe de l’Ascension 2025.

L'église actuelle a été construite de 1858 à 1873, d'après les plans de deux architectes de Saint-Malo, MM. Frangeul père et fils.
Citée dès 1163 dans une bulle du pape Alexandre III, mentionnée en construction en 1310 d'après le testament de Jean Goyon, seigneur de La Gouesnière, la plus ancienne mention connue de l'église originelle date de 1310. Cet ancien édifice fut très abîmé durant la guerre de succession du duché de Bretagne. En 1715, le chœur en ruine est reconstruit. Malgré ces travaux, l'édifice nécessite d'importants travaux au début du XIXe siècle. Une restauration est alors proposée. Le clocher est abattu en urgence en 1844 et le conseil municipal décide d'abattre l'ancienne église et d'en reconstruire une nouvelle au même endroit.
Les travaux de construction débutent en 1858. La reconstruction de la tour et de la première travée fut entreprise du 5 décembre 1858 au 22 décembre 1862 par les entrepreneurs J. Delaune et François Renaud, tous deux établis à Dinan, d'après les plans dressés par les architectes Frangeul père et fils. Les travaux sont un temps stoppés faute de financement, mais peuvent reprendre en 1865. Ils ne sont définitivement achevés qu'à partir du moment où le ministre des cultes accorde une aide de 4 000 francs versée en 1873. L'église Saint-Pierre-et-Saint-Paul de Ploubalay est enfin consacrée le 28 octobre 1877,.

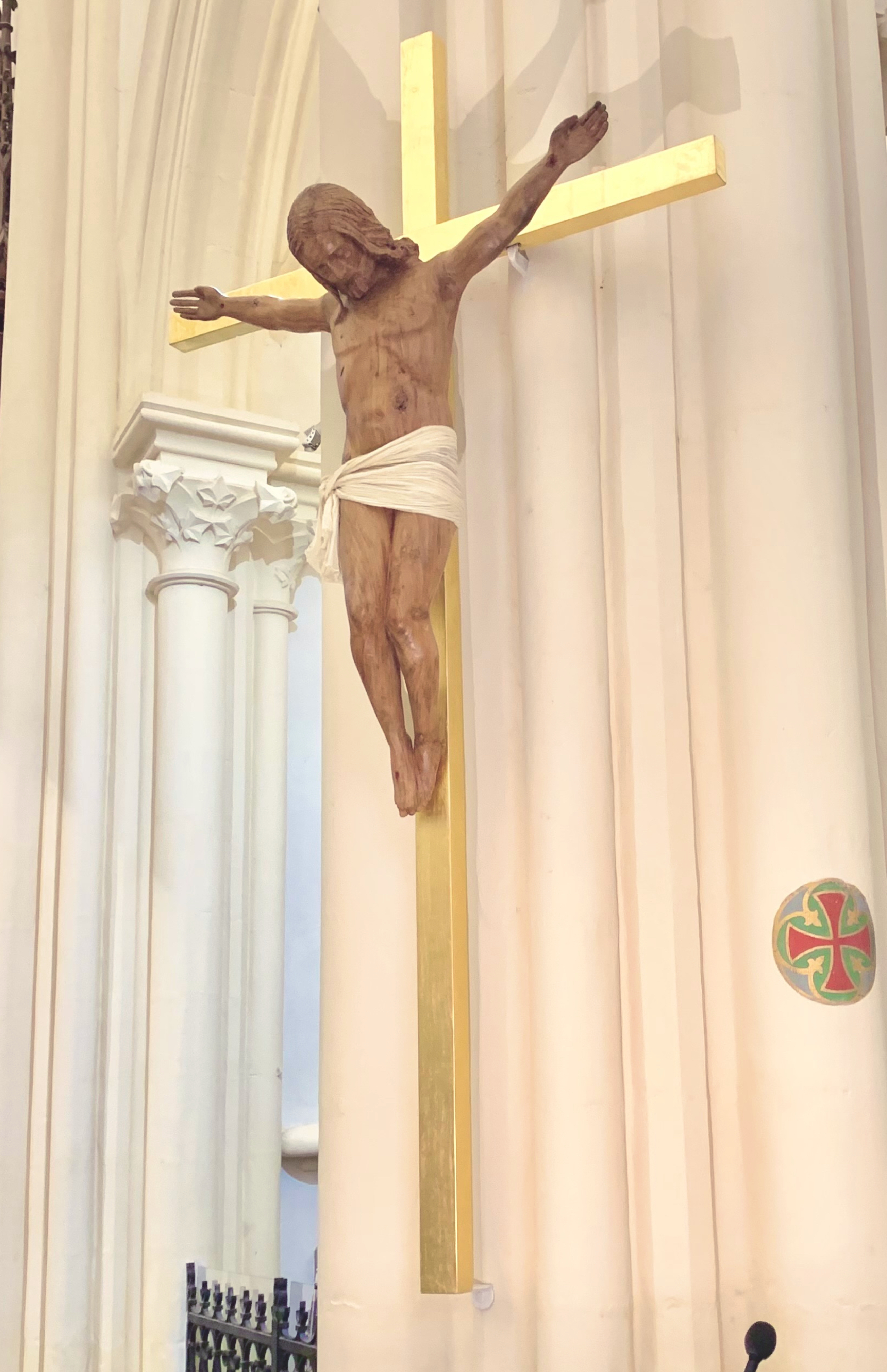
Superbe croix en bois doré avec Jésus Christ crucifié, seulement vêtu du périzonium (ou Saint Pagne) constitué avec l'écharpe de l'auteur de cette œuvre, le sculpteur Alain Savariau.

Le dimanche 28 novembre 2021, une nouvelle croix installée à l'entrée du chœur, côté nord, a été bénie au cours de la messe dominicale, en présence de l'artiste-sculpteur, Alain Savariau, qui a travaillé sur cette œuvre pendant deux années. Le Christ nu en croix, inspiré de celui de Michel-Ange, est réalisé dans une poutre provenant d'un épais morceau de chêne qui avait été mis à l'abris au début de gros travaux de rénovation du Prieuré du Mont-Saint-Michel situé à Ardevon dans la Manche. Cette poutre, l'un des derniers vestiges du Prieuré, provient plus précisément du bâtiment Saint-Michel, ancien logis seigneurial. Cette batisse construite en 1211, est la plus ancienne du site et a gardé de belles poutres qui devaient être remplacées. Avec l'accord du président de l'Association du Prieuré, Alain Savariau a donc trouvé un morceau de charpente issu de la Baie du Mont-Saint-Michel non seulement chargée d'histoire mais qui plus est correspondant en tous points aux dimensions recherchées avec 1 m 60 de longueur. En effet, l'artiste cherchait une poutre qui soit porteuse d'une histoire, d'un sens, d'une symbolique et d'une charge sacrée, avec des dimensions très précises pour réaliser un Christ en croix, commande du père Gravouille, à l'époque curé de la paroisse de Ploubalay,.
Jésus est recouvert au niveau du bassin par l’écharpe personnelle de l'artiste qui l'a nouée autour de la taille, constituant ainsi le Saint Pagne fait d'une fine étoffe blanche, légère et translucide. La croix en bois est entièrement dorée, ce qui prête vie à l’ensemble, tandis que les poignets de Jésus ne reposent pas sur elle, donnant ainsi une impression de légèreté de son corps entier comme s'élançant vers une élévation céleste.

## Architecture
Implantée au centre du bourg, au carrefour des principales voies de circulation, l'église paroissiale Saint-Pierre-et-Saint-Paul de Ploubalay est une église de style néo-gothique aux volumes importants. Bâtie sur un plan en croix latine, elle est composée de l'ouest vers l'est d'un clocher-porche carré dans-œuvre couronné d'une flèche polygonale en charpente, d'une nef accostée de deux bas-côtés de cinq travées sur toute sa longueur, longée par deux collatéraux, d'un transept, un chœur avec deux chapelles latérales, et d'un chevet allongé à pans coupés. La travée occidentale de la nef est surplombée par le clocher. La nef, dont l'élévation est plus importante que celle des collatéraux, est couverte en croisée d'ogives. Le couvrement de l'espace intérieur est formé par une voûte d'ogives.
À l'extérieur, les collatéraux nord et sud apparaissent sous la forme de six pignons juxtaposés. Le massif occidental, les contreforts et l'encadrement des baies sont construits en pierre de taille de granite, le reste de la maçonnerie étant édifié en moellons de granite et schiste. La toiture a quant à elle une couverture en ardoise,.

## Galerie de l’église vue de l’extérieur

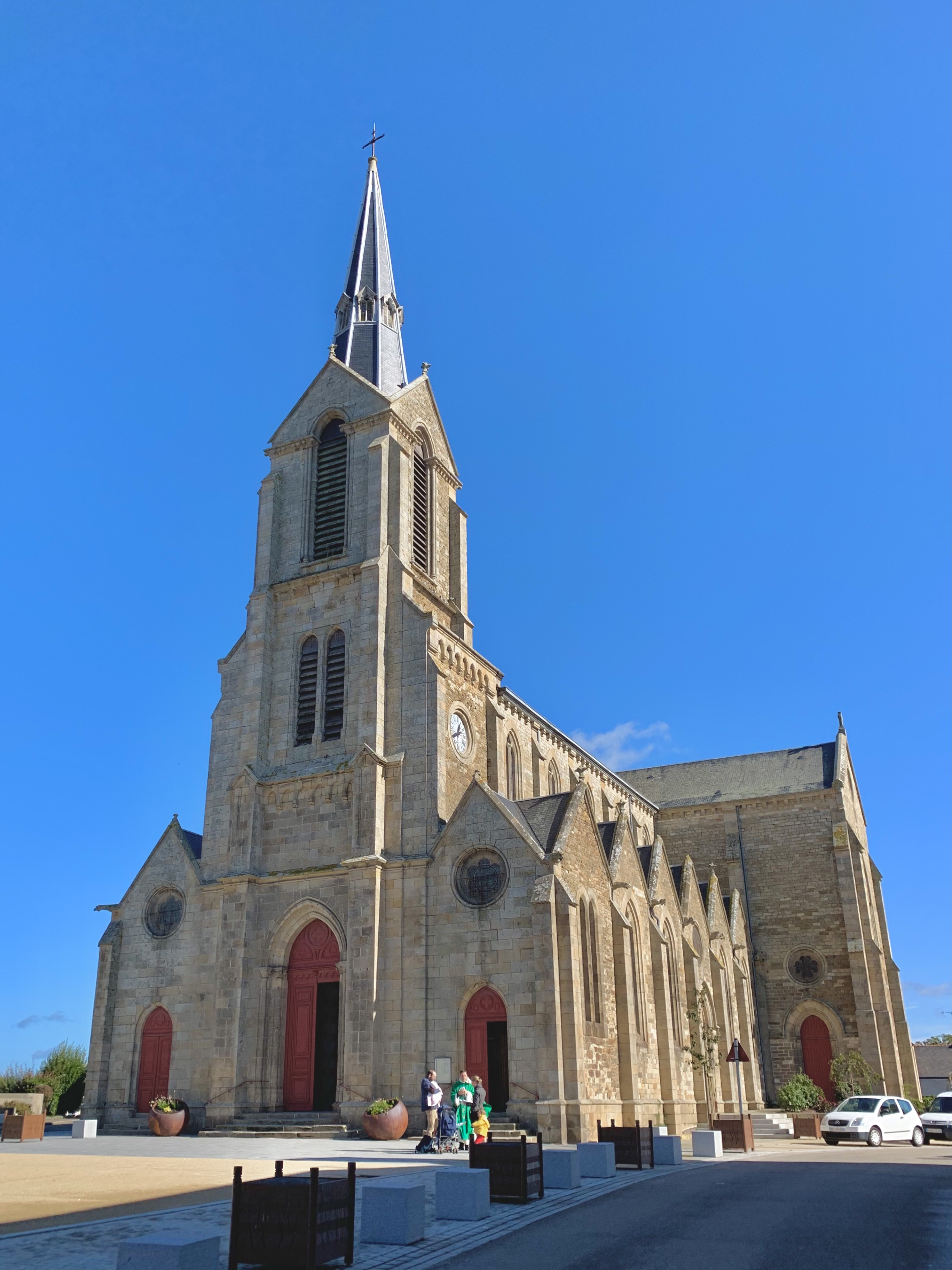
L’église de Ploubalay et la place de l’église.
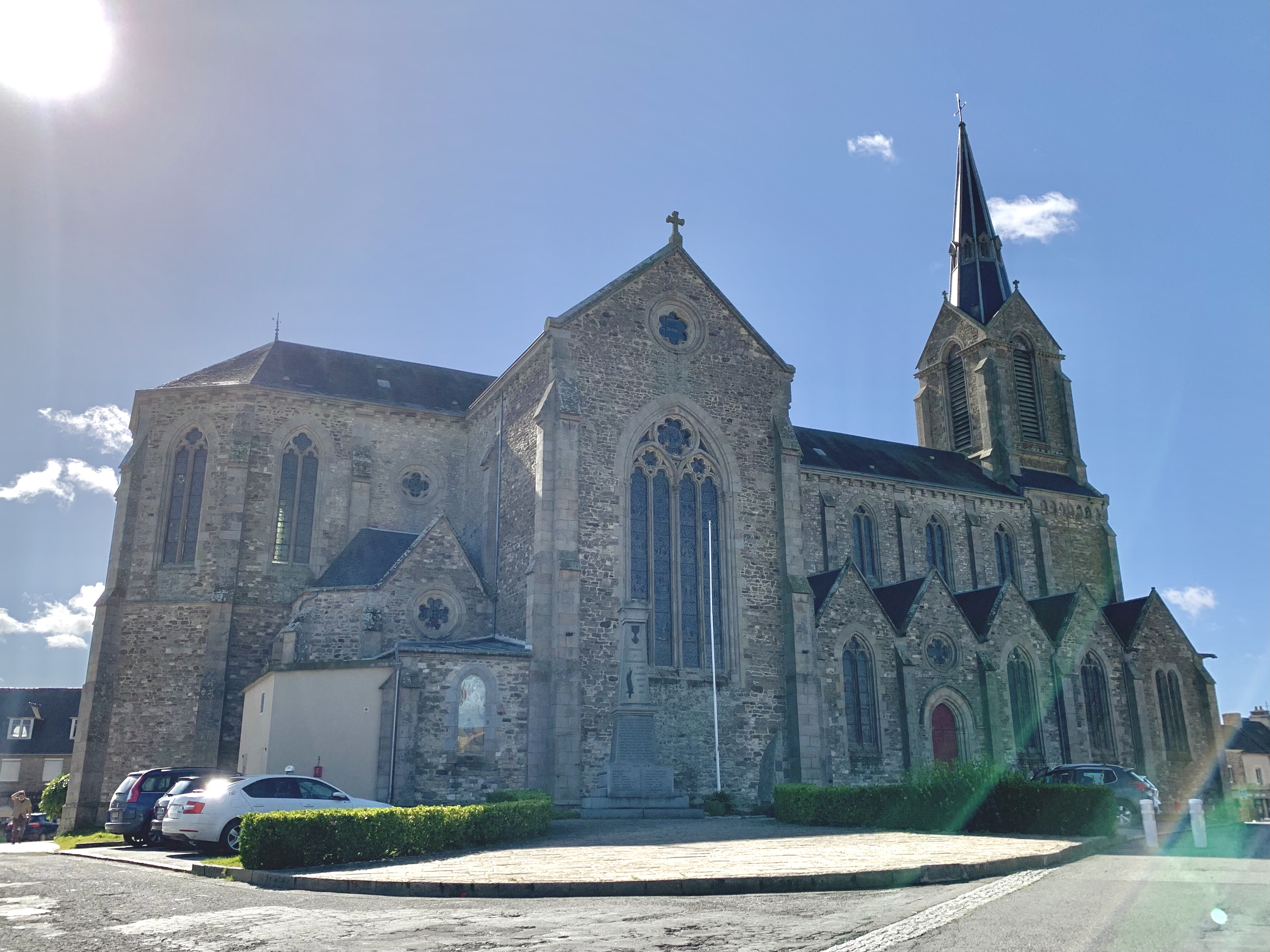
Le chevet, la nef et le transept de l’église de Ploubalay, côté nord.
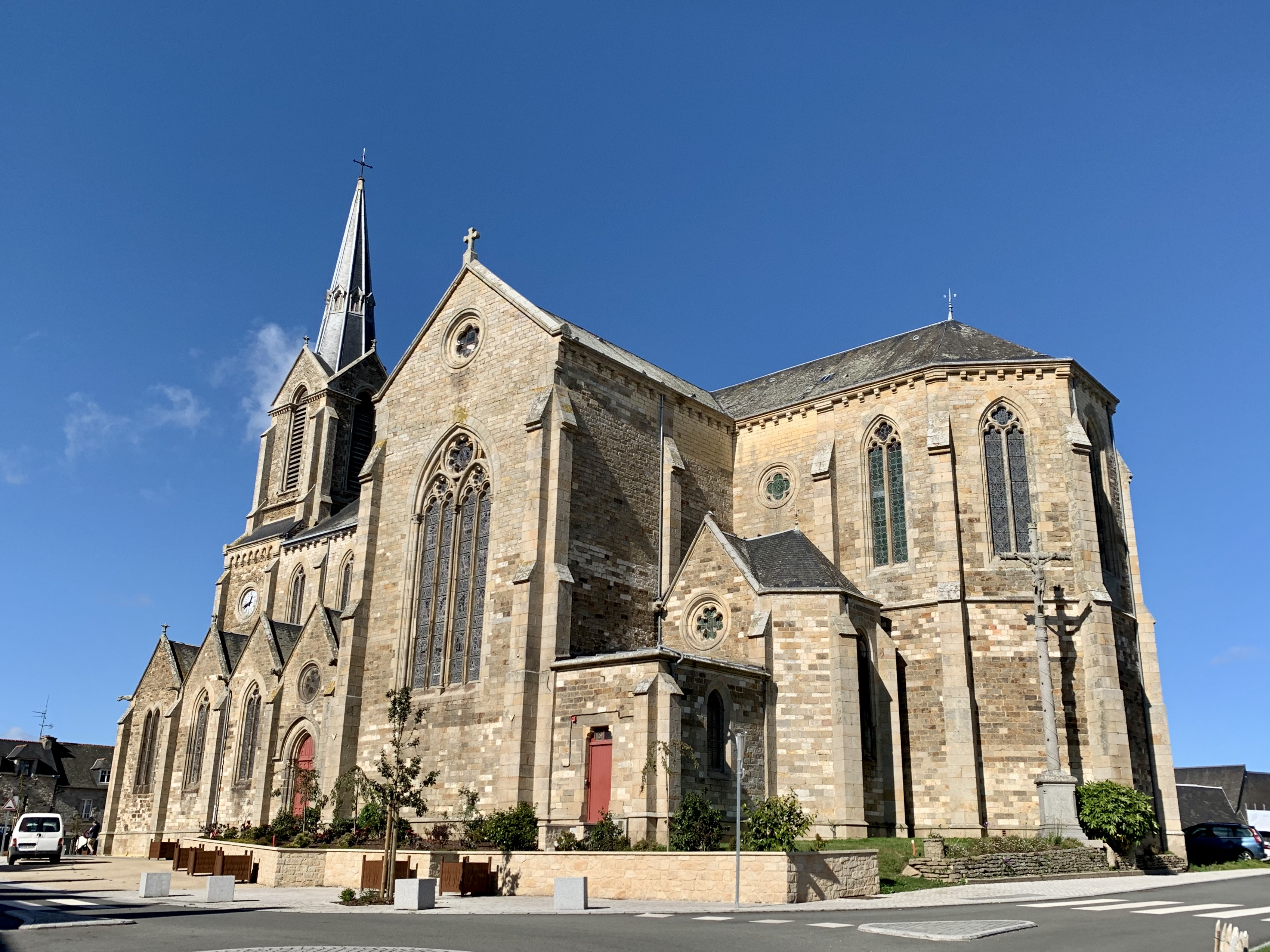
Le côté sud de l’église de Ploubalay, avec le chevet, la nef et le transept.
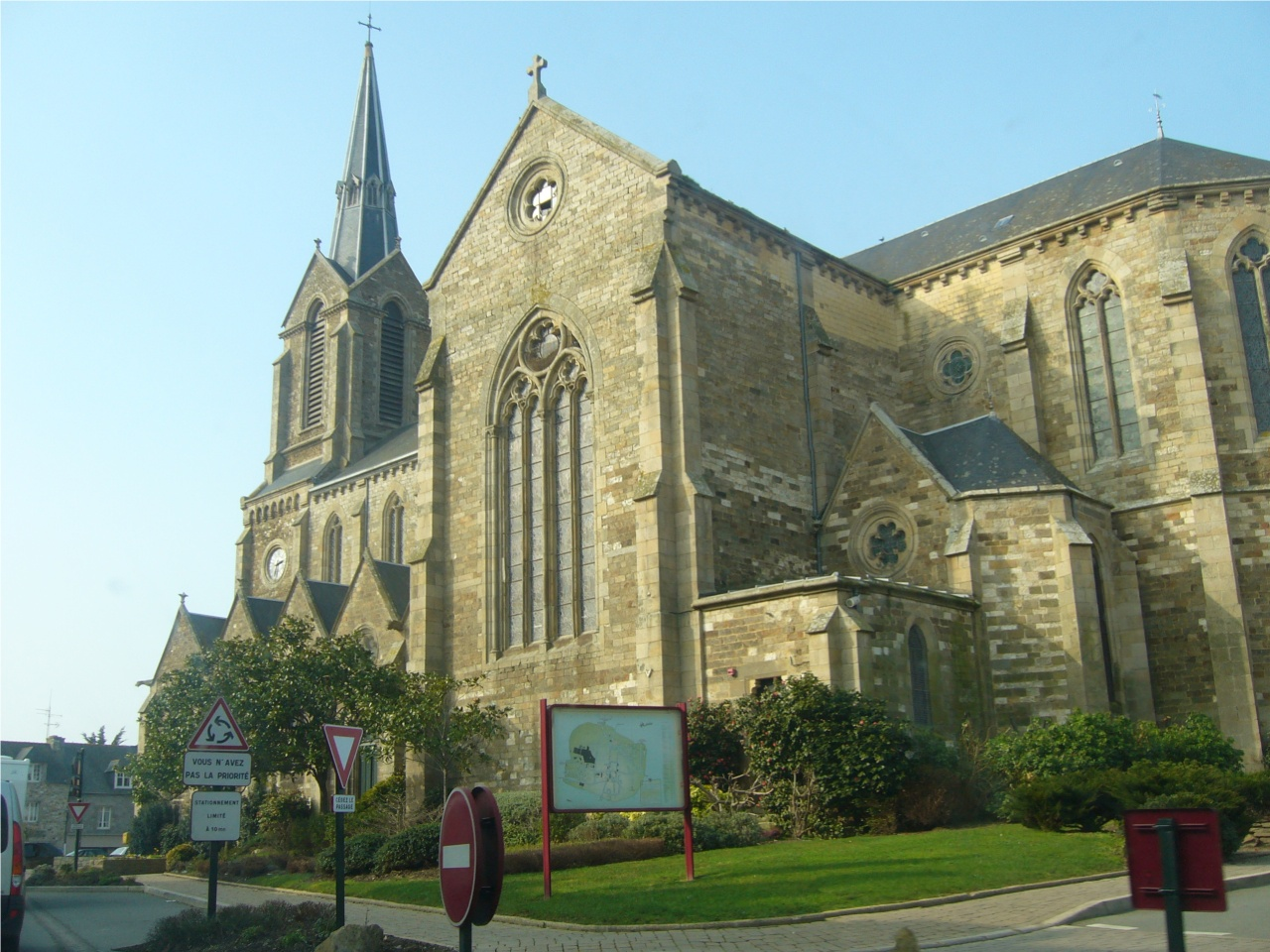
La nef et le transept de l’église de Ploubalay.
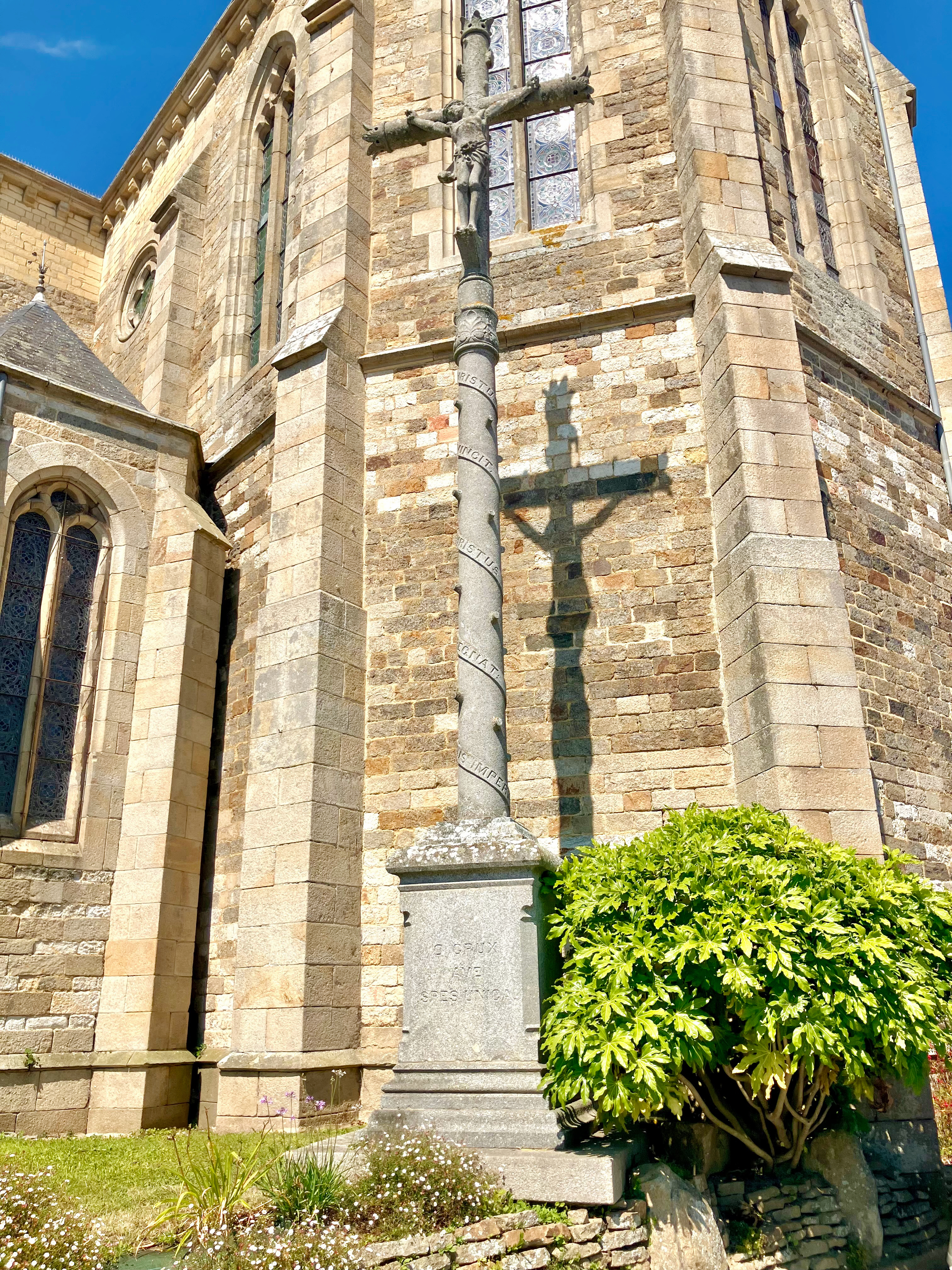
Le calvaire au pied du chevet de l’église.
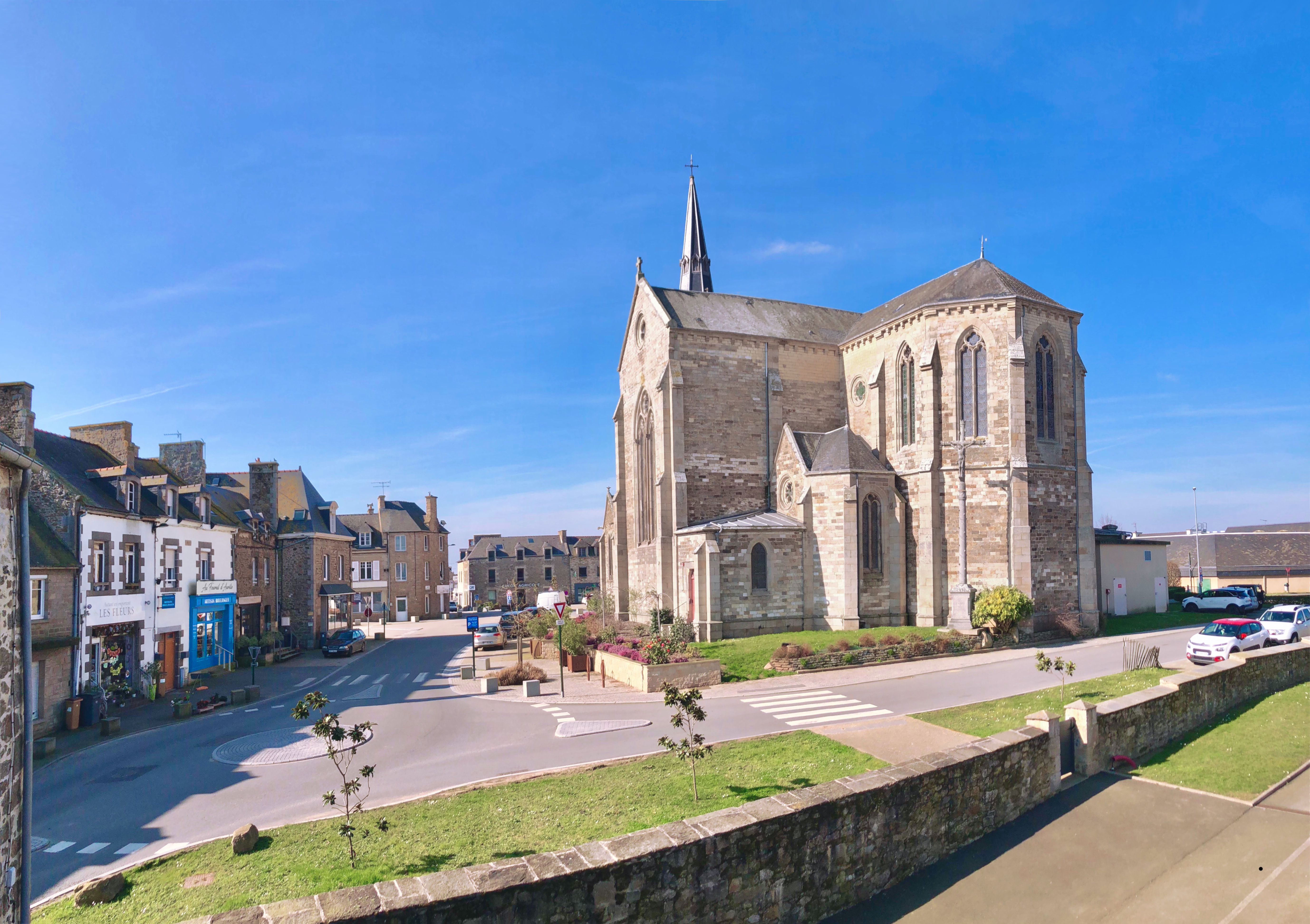
Vue de l'église et de la rue du Colonel Pléven depuis la maison paroissiale.

## Mobilier
Plusieurs objets sont inscrits à l'inventaire des monuments historiques :
- Les fonts baptismaux en pierre du XVe siècle[7],
- Les fonts baptismaux en marbre, datés 1742[8],

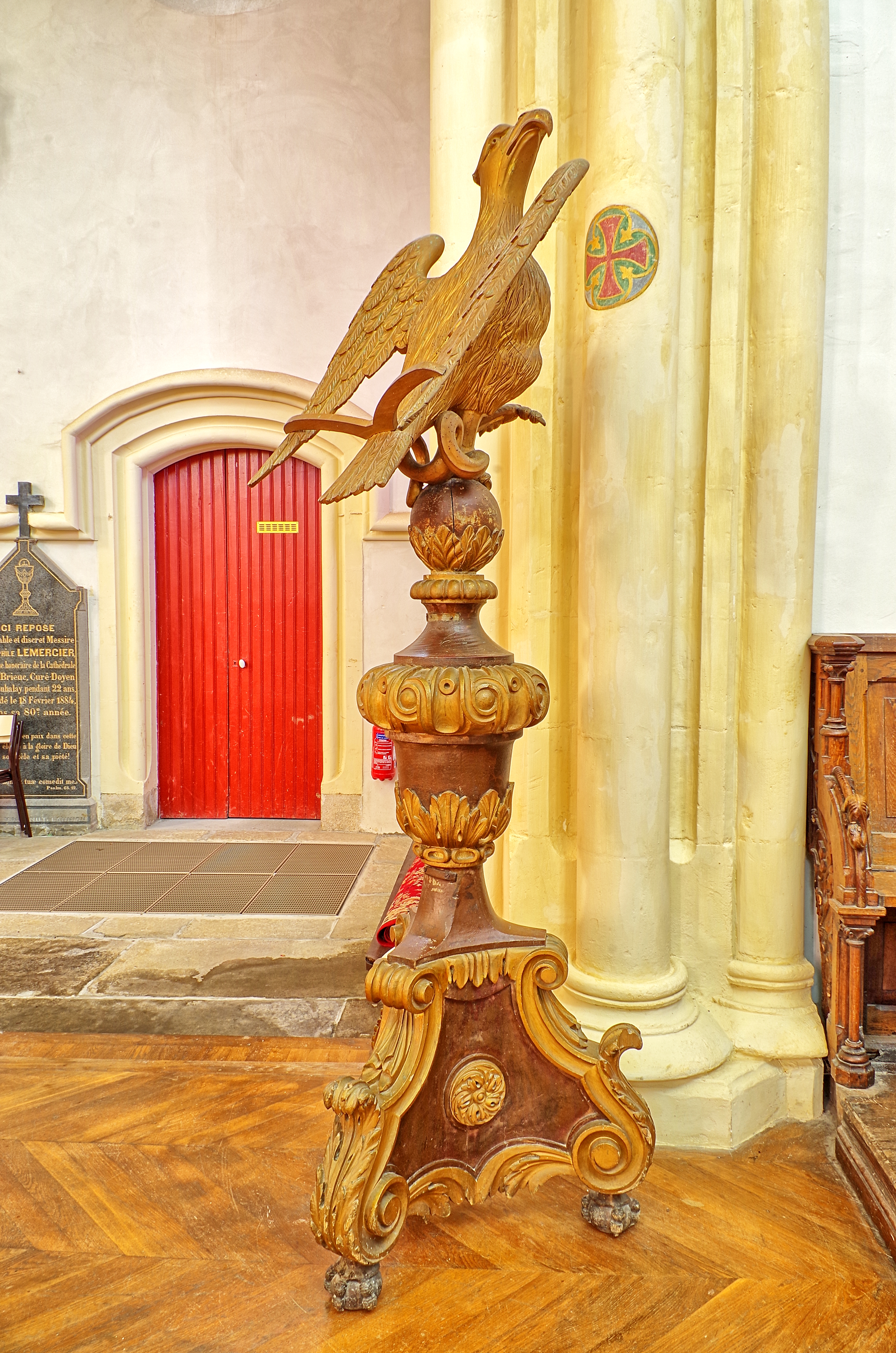
Aigle-lutrin.

- L'aigle-lutrin du XVIIIe siècle[9].

## Vitraux
Le transept de l'église est éclairé par deux grandes verrières, œuvre de l'atelier Lobin de Tours en 1869, l'une représente la vie de la Vierge Marie, l'autre la vie de saint Jean-Baptiste.

Détails de la verrière nord du transept
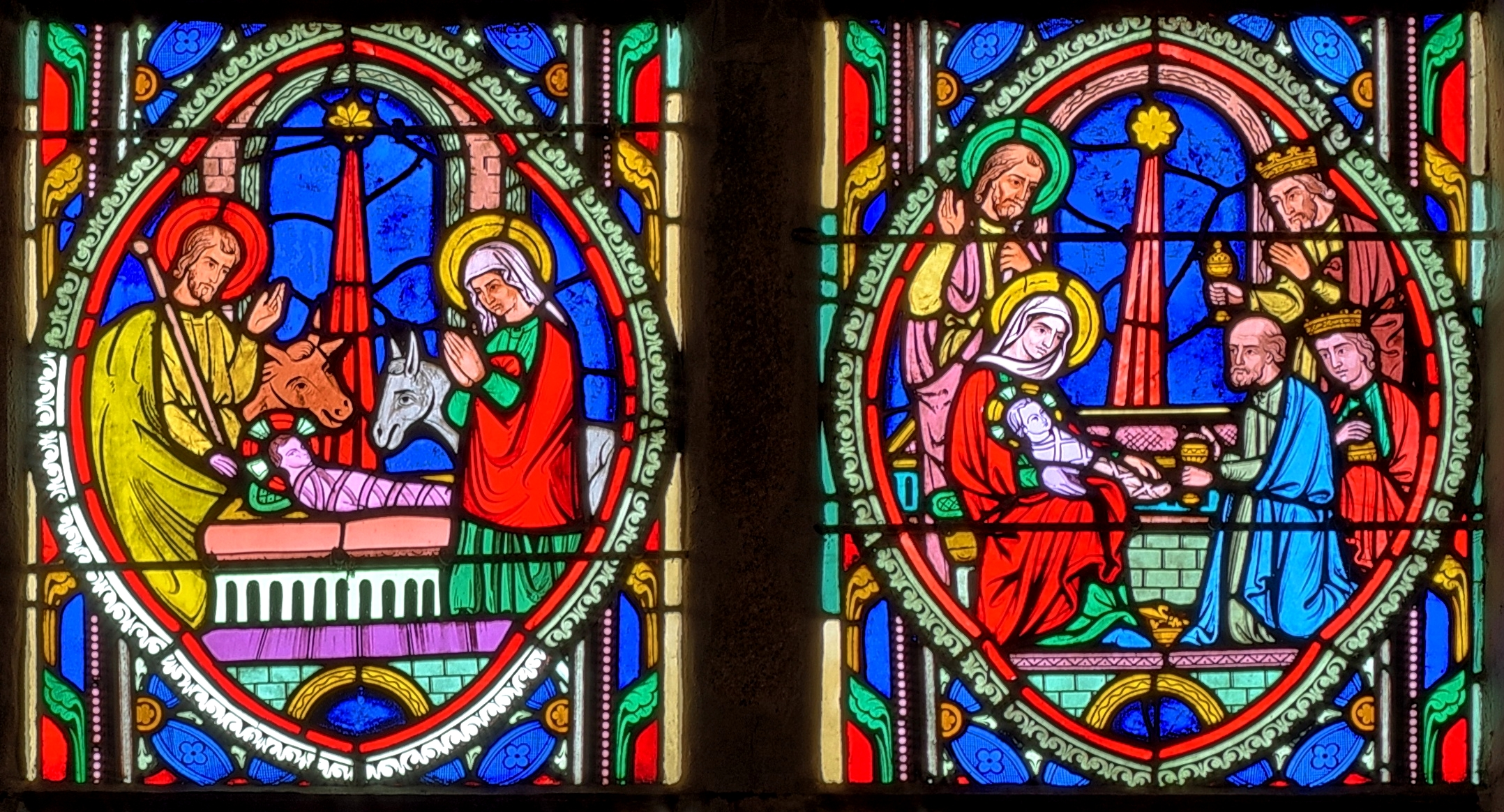
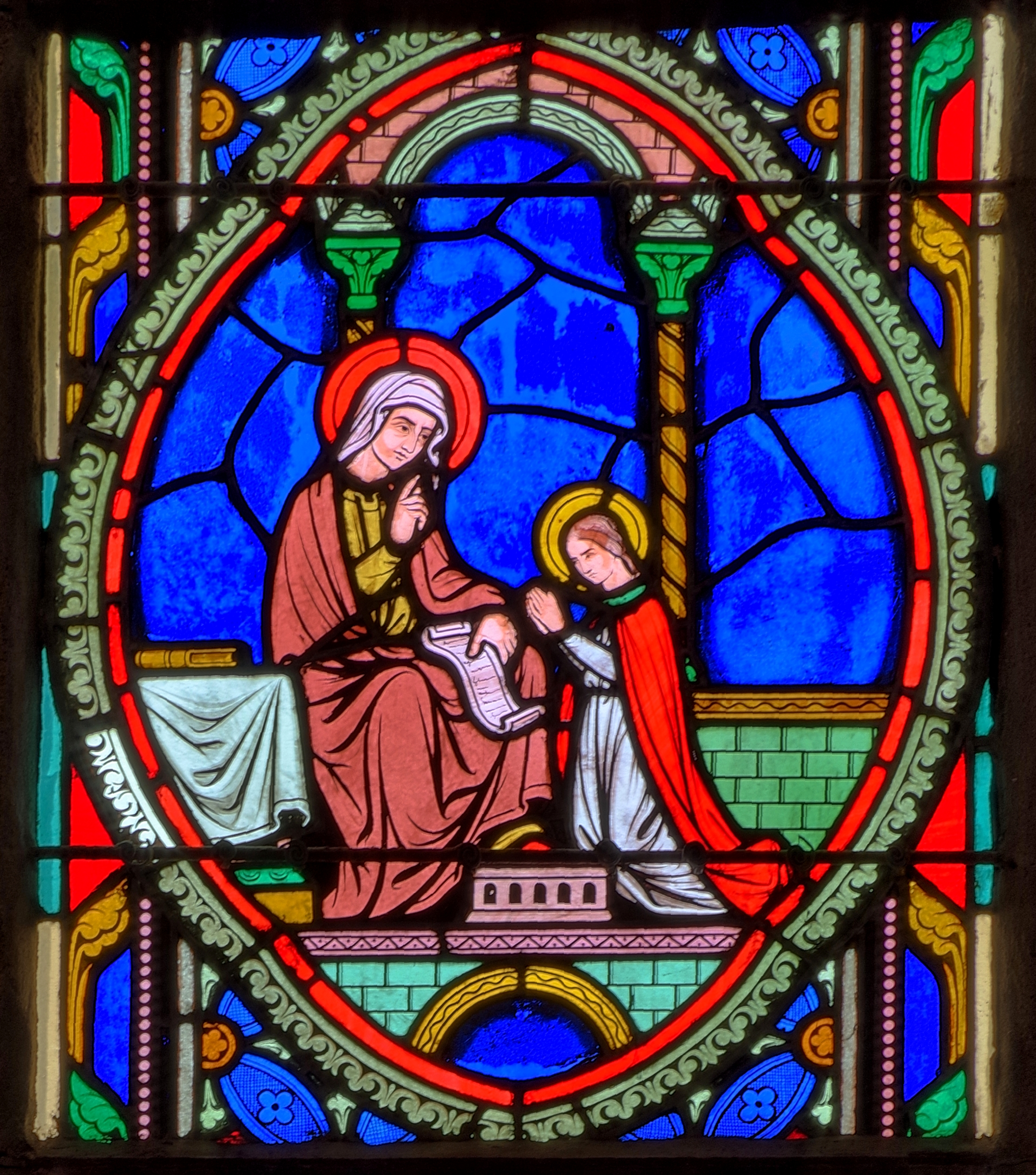
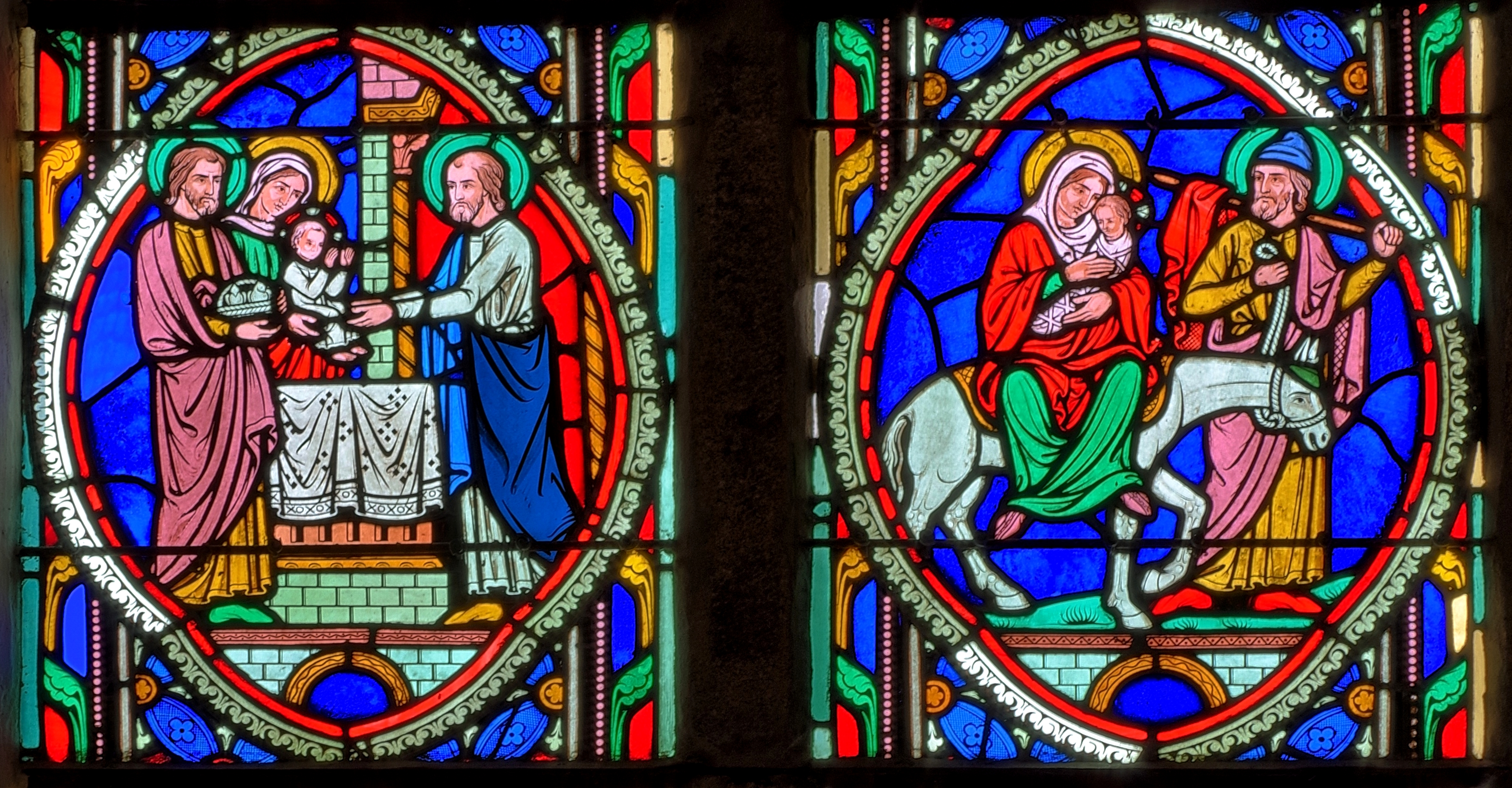
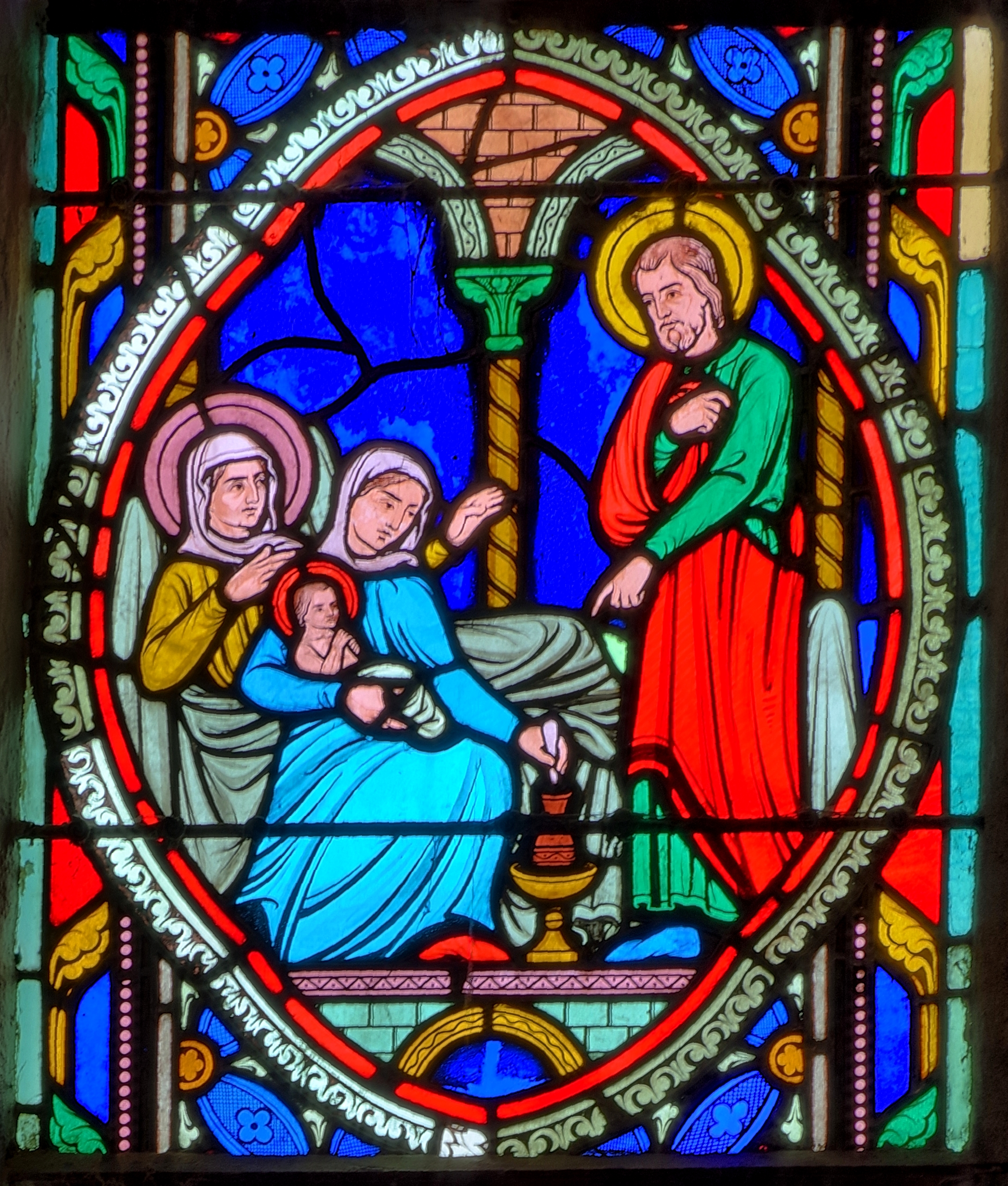
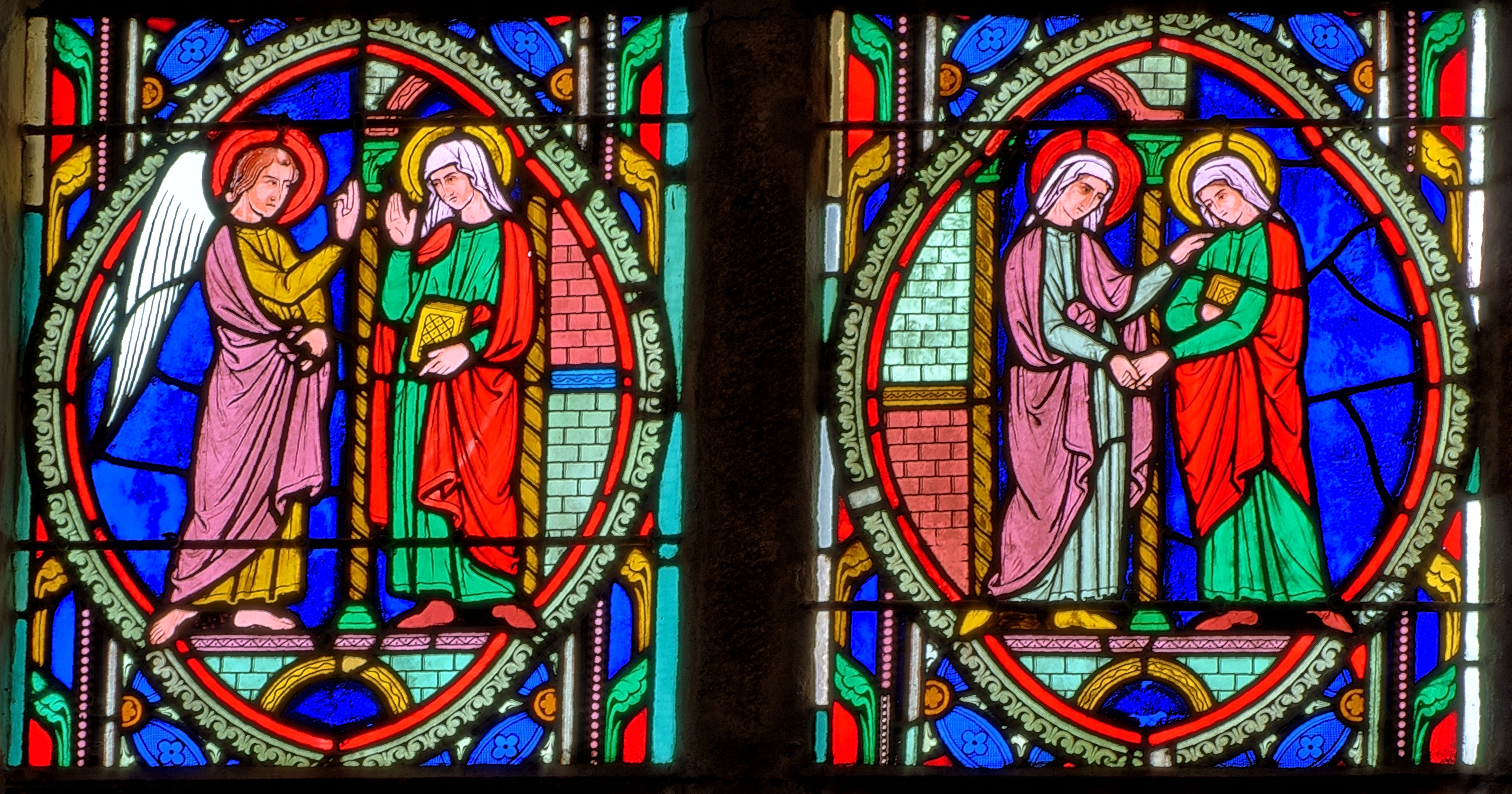

Les vitraux de la nef et peut-être ceux du chœur sont de l'atelier Megnen, Clamens et Bordereau d'Angers, ils sont datés de 1869.
Saint Pierre et saint Paul sont représentés sur la fenêtre axiale du chœur.
Au mur sud de la nef : saint Charles Borromée et saint Yves, saint Sébastien et saint Victor.

Au mur nord de la nef : sainte Françoise d'Amboise et sainte Geneviève, saint Guillaume et saint Brieuc et le baptême du Christ.

Vitraux de la nef et du chœur
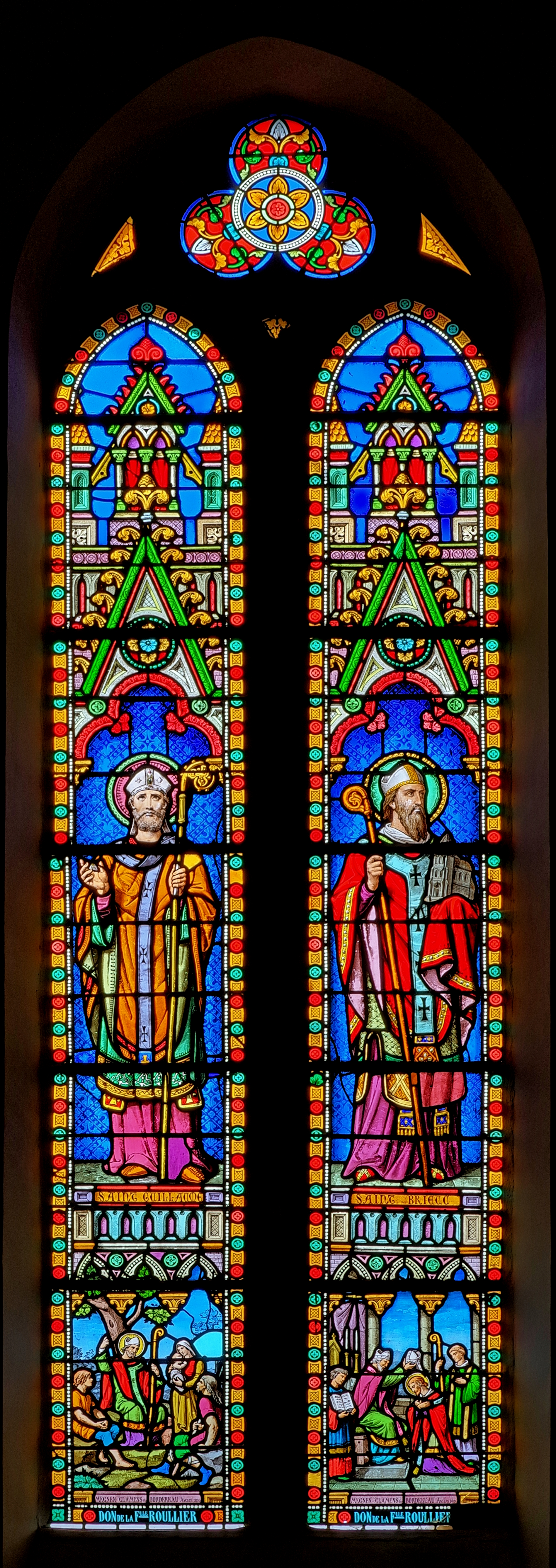
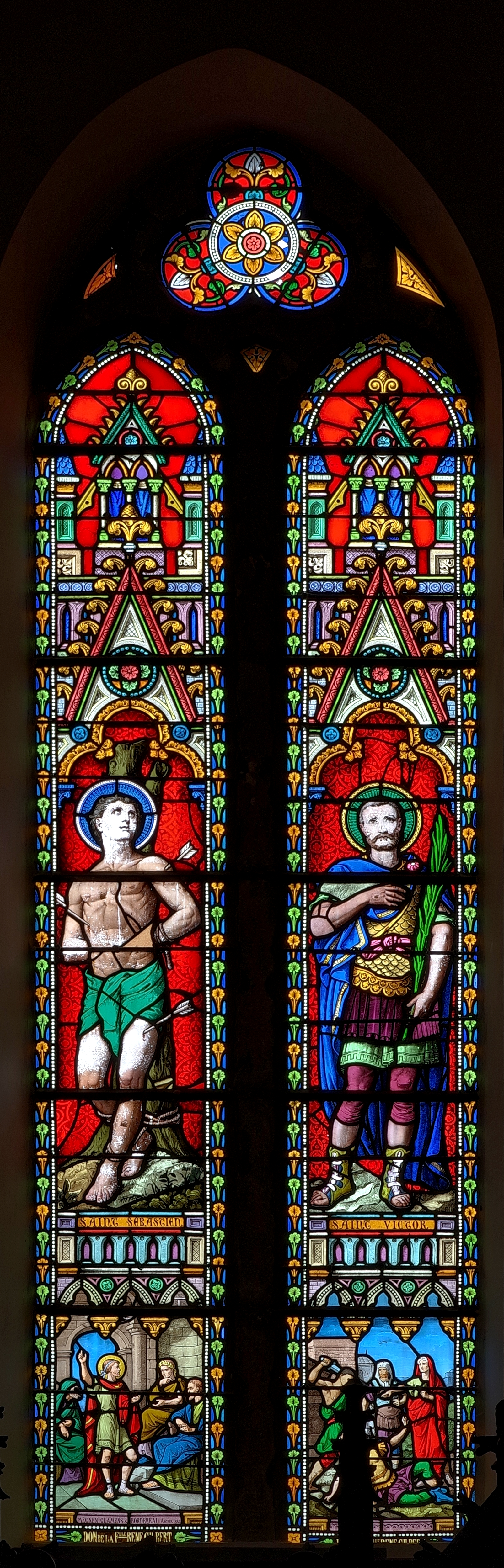
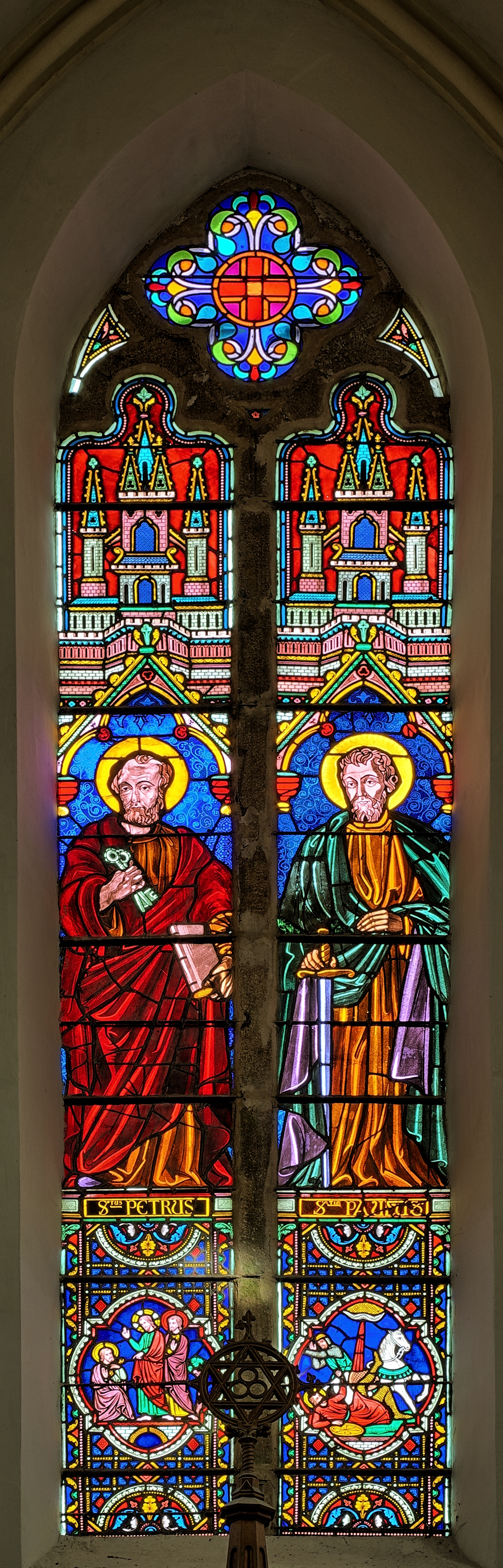
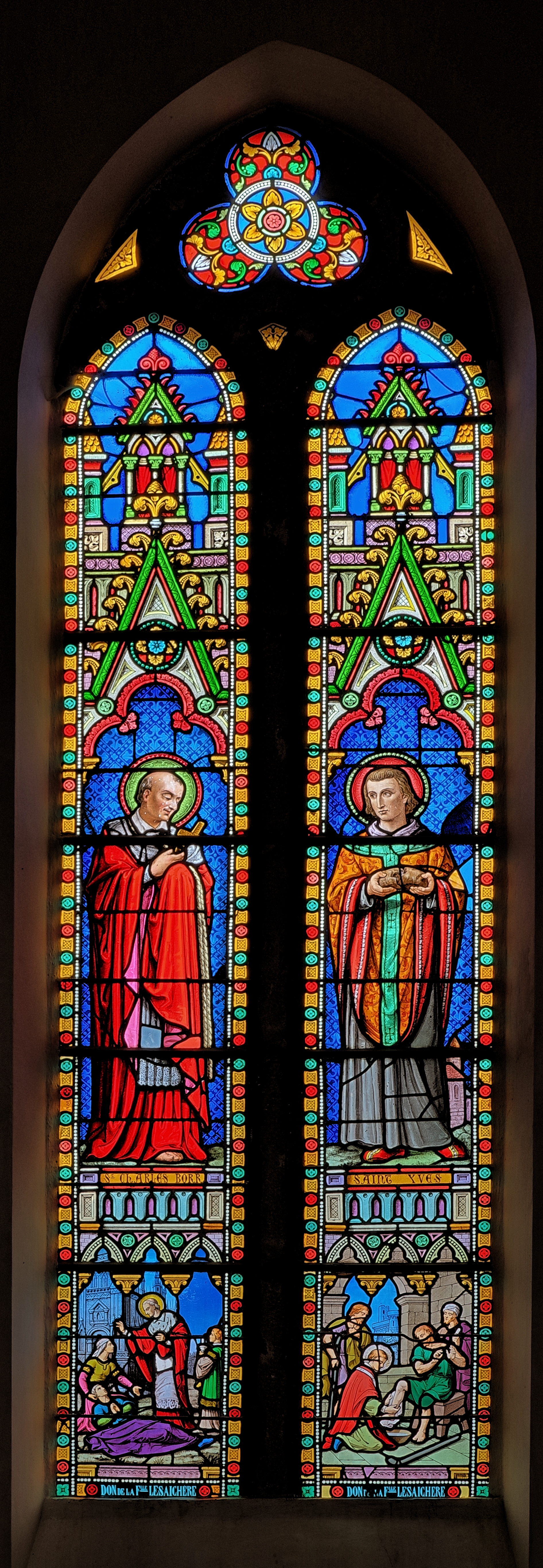
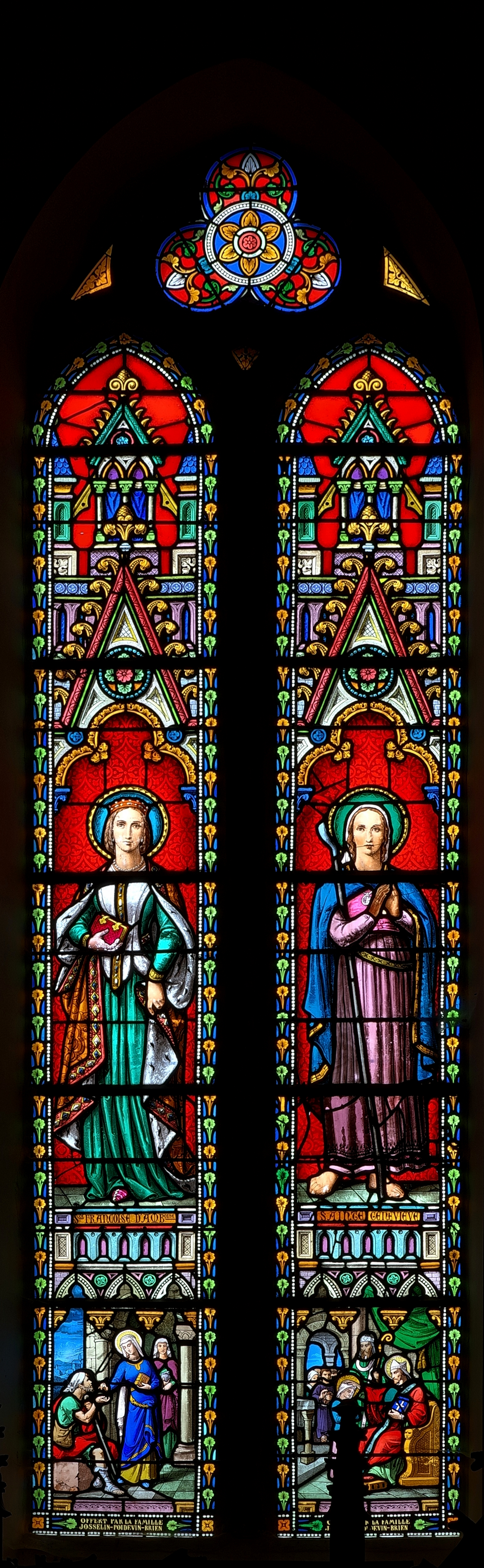